# Ixiolirion
Ixiolirion — рід квіткових рослин, що походить із центральної та південно-західної Азії, вперше описаний як рід у 1821 році. Останні класифікації відносять групу до однородової родини Ixioliriaceae у порядку однодольних Asparagales. У попередніх системах класифікації його зазвичай поміщали в родину Amaryllidaceae.
Назва роду, що складається з Ixio- і lirion («лілія»), означає «лілія, схожа на іксію».
У цьому роду чотири види:
1. Ixiolirion ferganicum Kovalevsk. & Vved. - Киргизстан
2. Ixiolirion karateginum Lipsky - Пакистан, Таджикистан
3. Ixiolirion songaricum P.Yan - Сіньцзян
4. Ixiolirion tataricum (Pall.) Schult. & Schult.f. - Алтайський край, Казахстан, Киргизстан, Таджикистан, Туркменістан, Узбекистан, Афганістан , Пакистан, Іран, Ірак, Сирія, Палестина, Синай, Саудівська Аравія, Кувейт, Оман, країни Перської затоки, Кашмір, Сіньцзян